# Leptadenia pyrotechnica
Leptadenia pyrotechnica là một loài thực vật có hoa trong họ La bố ma. Loài này được (Forssk.) Decne. mô tả khoa học đầu tiên năm 1838.

## Hình ảnh

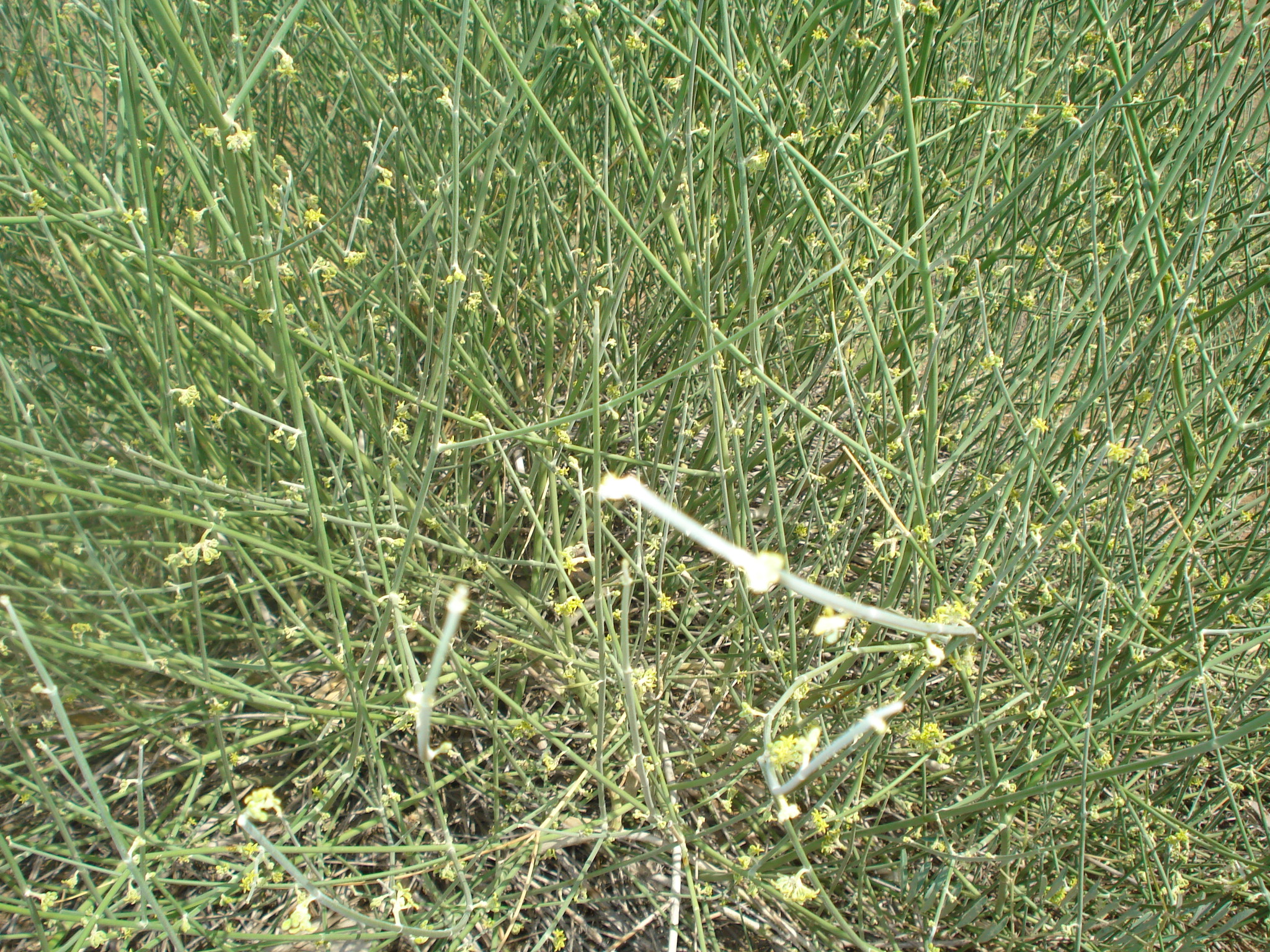
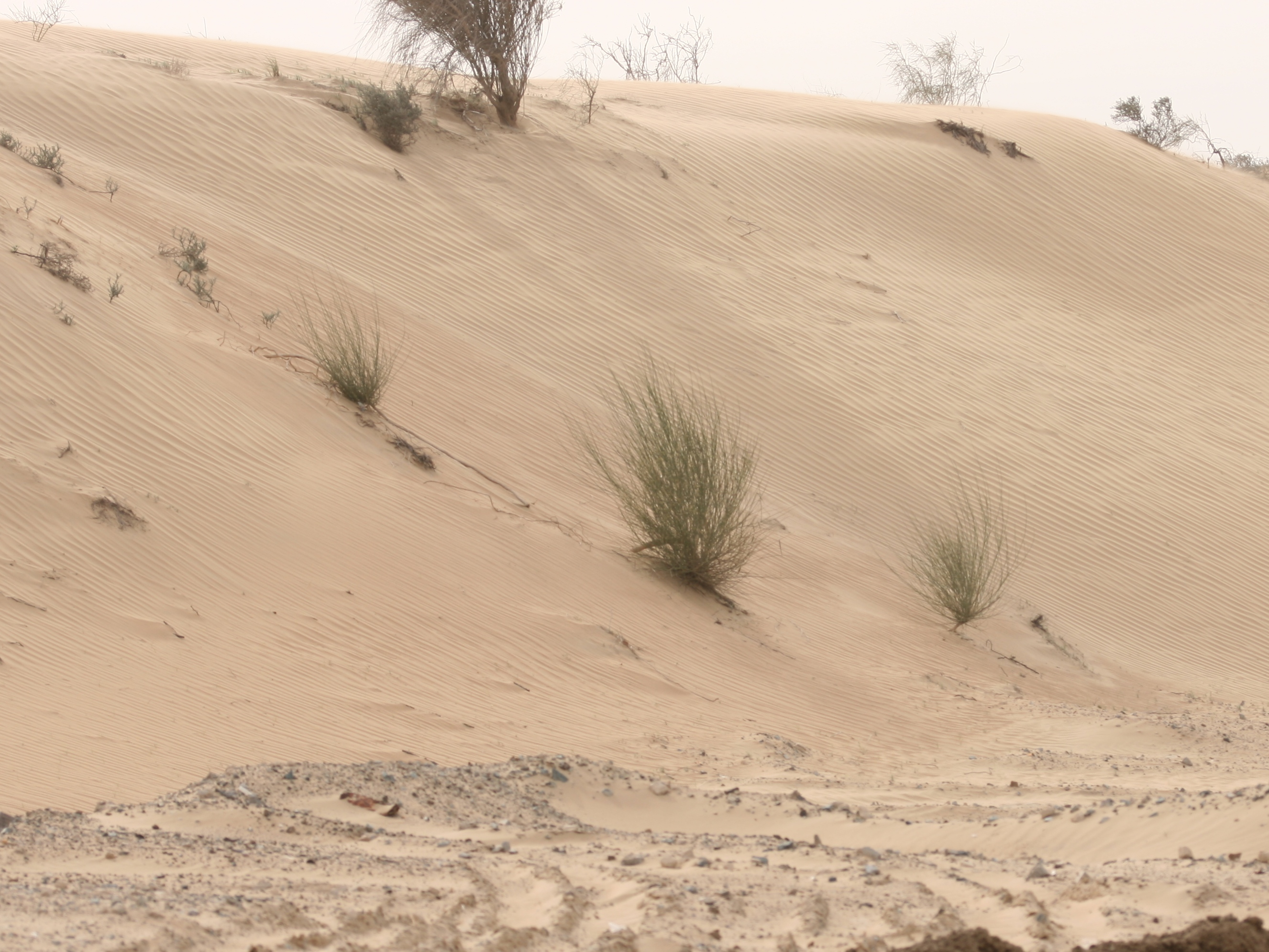
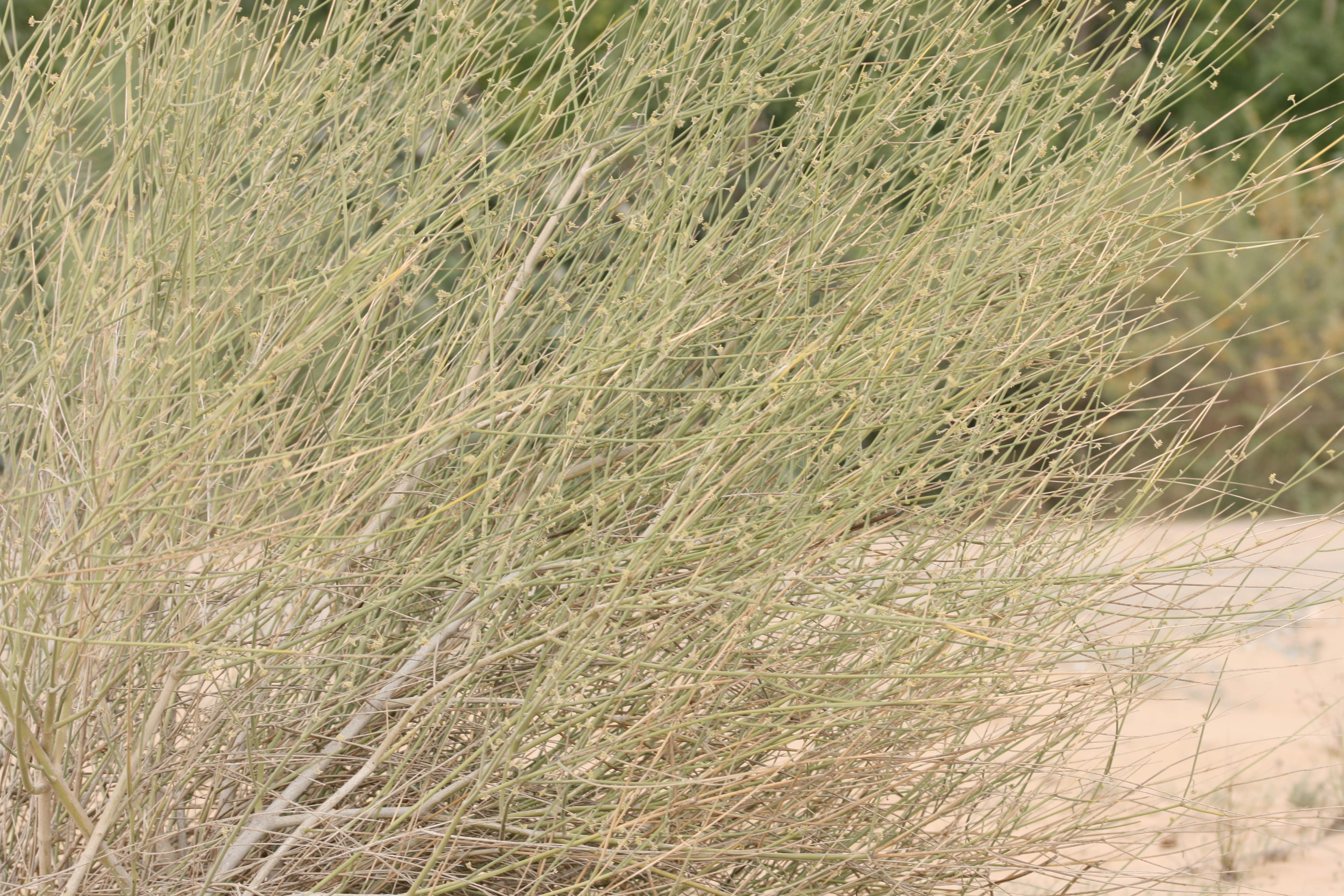
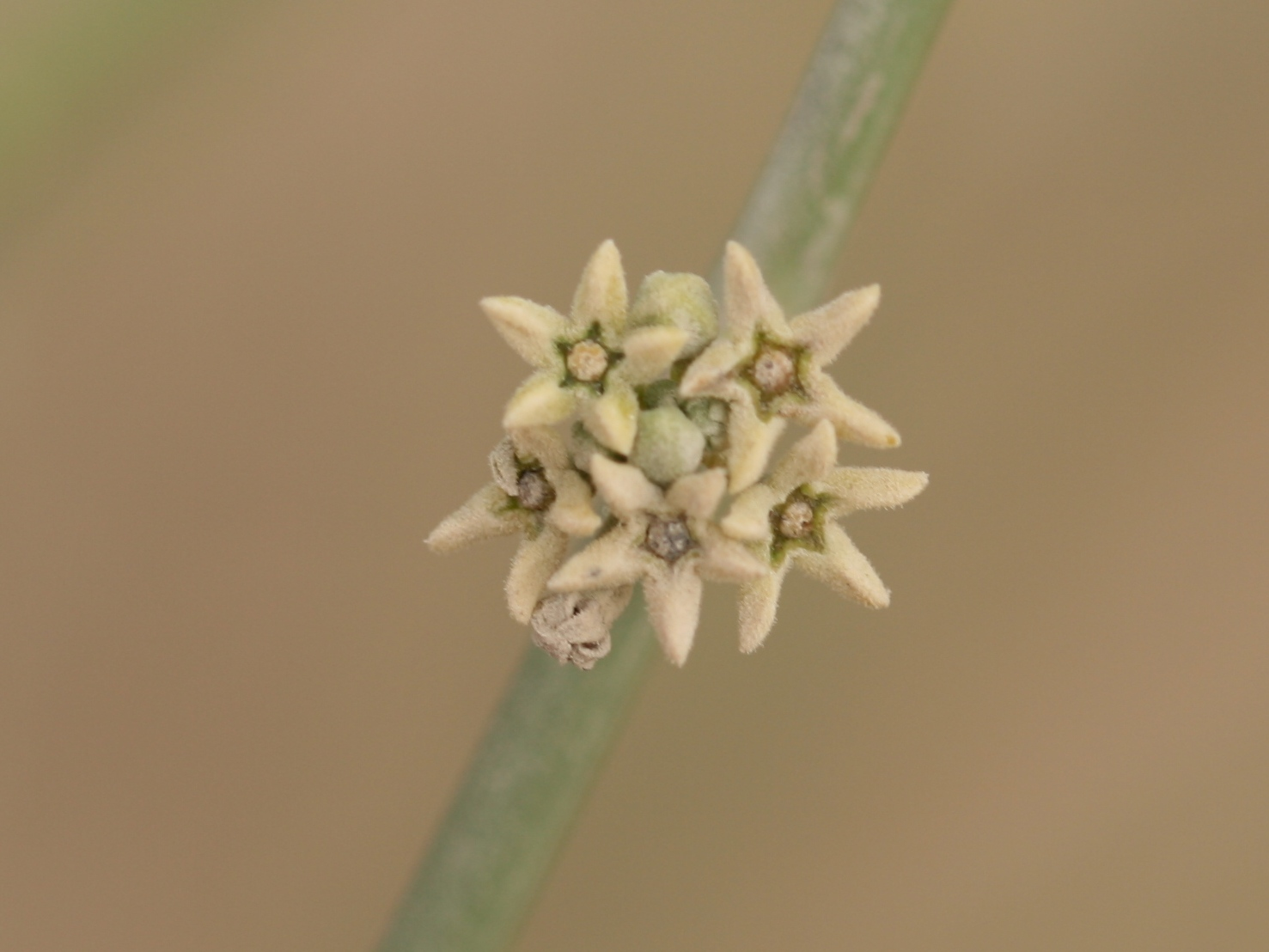